# Каплани
Каплани́ — село в Україні, у Бойківській громаді Кальміуського району Донецької області. Населення становить 4 особи.

## Загальні відомості
Розташоване на лівому березі р. Кальміус. Відстань до райцентру становить близько 22 км і проходить переважно автошляхом Т 0519. За рішенням ВР України Про зміни в адміністративно-територіальному устрої Донецької області нині перебуває на межі Бойківського та Волноваського районів.
Перебуває на території, яка тимчасово окупована російськими терористичними військами.

## Населення
За даними перепису 2001 року населення села становило 4 особи, із них 100% зазначили рідною мову українську.